# Magic Camp
Magic Camp è un film del 2020 diretto da Mark Waters. 
Film per famiglie uscito su Disney+ il 14 agosto 2020.
Il film è stato prodotto con un budget di 24 milioni di dollari.

## Trama
Theo Moses è un giovane ragazzo che dopo aver perso suo padre Devin cerca di superare il lutto eseguendo trucchi di magia con le carte per se stesso. Sua madre Zoe gli rivela che è stato accettato all'Istituto di Magia, un campo estivo guidato dall'eccentrico Roy Preston, e lui partecipa volentieri poiché è convinto che suo padre lo abbia iscritto prima della sua morte. Nel frattempo Andy Tuckerman, un tassista sfortunato ed ex-mago, afferma di essere stato tradito da Kristina Darkwood, la sua ex-compagna che ora è una maga illusionista ed esegue grandi spettacoli a Las Vegas. Preston va da Andy con la scusa che deve insegnare al campo, ma in realtà lo fa per fargli riguadagnare il suo amore per la magia. Quando Andy scopre che anche la Darkwood insegnerà al campo, facendo leva sul suo vecchio rancore decide di accettare.
Preston svela agli studenti che saranno divisi in diverse casate e competeranno per la Gara del Cilindro, che sarà assegnato alla casata vincitrice, e la Bacchetta d'Oro, che sarà assegnata allo studente più bravo entro la fine dell'estate. Andy viene incaricato di guidare la Casata dei Cuori che comprende Theo e altri studenti come Nathan Jenkins, un ragazzo con numerose allergie, Ruth Brusselbach, una ragazza ossessionata dai conigli, Judd Kessler, figlio di un famoso mago che non mostra lo stesso talento e Vera Costa, una ragazza antisociale. La Darkwood invece guida la Casata dei Quadri che ha tra i membri il precedente vincitore della Bacchetta d'Oro, Vic d'Antonio, che fa il prepotente con i nuovi partecipanti, ma nella casata c'è anche Janelle Santos, una ragazza gentile che prende subito in simpatia Theo.  Andy, dopo qualche difficoltà, apprende che Preston lo ha messo di proposito con i nuovi studenti per poterli aiutare, e questo non lo incoraggia.
Andy è intento a fare le valigie e smettere di insegnare, soprattutto perché nessuno dei ragazzi è bravo, ma presto si rende conto che molti di loro hanno talenti nascosti. A parte i trucchi con le carte di Theo, apprende che Nathan può eseguire rapidi calcoli matematici a mente, che Judd è bravo nel creare i costumi di scena, Ruth scopre di avere più affinità per gli uccelli che per i conigli, mentre Vera inizia a divertirsi con gli altri ragazzi dimostrando abilità nel trasformismo. Andy scopre che Theo soffre di panico da palcoscenico e lo convince a rilassarsi. Rivela anche che il suo allontanamento dalla Darkwood è avvenuto quando lei ha firmato un contratto televisivo alle sue spalle e che da allora la sua carriera è decollata mentre la sua è sfumata.
Sicuri di sé in seguito ai progressi fatti, i ragazzi sembrano pronti a fronteggiare gli altri. Theo riesce a umiliare Vic mostrando dei trucchi con le carte migliori dei suoi, ma Vic gli brucia il mazzo. Theo è sconvolto perché le carte erano un regalo di suo padre, ma Andy e il resto dei ragazzi lo consolano mentre lui e Janelle hanno una conversazione a cuore aperto. Durante la notte poi i Quadri bloccano tutti i Cuori con delle camicie di forza impedendo loro di prendere l'attrezzatura di scena necessaria. Allora Andy porta la squadra in città in modo che possano usare quello che trovano per allenarsi e mettere in pratica ciò che hanno imparato, mostrando le loro capacità in pubblico. Tornati dalla città Andy si confronta con Darkwood, che ha già rimproverato la sua squadra per aver preso tutta l'attrezzatura di scena, e rivela che quando aveva accettato l'intervista in televisione stava cercando di negoziare un contratto per entrambi poiché sentiva che non poteva farlo da sola, ma lui era così arrabbiato che si era rifiutato di parlare con lei a proposito e allora lei ha debuttato come solista. Gli dice inoltre che ha contattato un direttore del teatro di Las Vegas per uno spettacolo mattutino per lui il giorno successivo. Andy accetta, anche se questo significherebbe dover perdere l'allenamento dei ragazzi per lo spettacolo di quella sera.
Il giorno successivo Preston dice ai Cuori che Andy si sta esibendo a Las Vegas e che si occuperà lui di seguire il loro allenamento fino al suo ritorno. Dopo aver eseguito il suo spettacolo ad Andy viene offerta la possibilità di eseguire lo spettacolo serale, lasciandolo in conflitto. Le famiglie dei ragazzi arrivano per assistere alla gara e scoprono che Andy ha deciso di fare lo spettacolo serale e che non potrà essere presente. Theo è nervoso, ma Preston lo incoraggia rivelando che è stata sua madre ad averlo iscritto all'Istituto di magia, perché credeva che sua madre non lo capisse. I ragazzi si esibiscono, con Andy che ha rinunciato ad esibirsi allo spettacolo di Las Vegas e li sta guardando in segreto. Theo finalmente supera le sue paure ed esegue un trucco con le carte che spiega in dettaglio come deve ringraziare sua madre e suo fratello per il tempo trascorso al campo. Lo spettacolo è un successo con i Cuori che vincono la Gara del Cilindro mentre Janelle vince la Bacchetta d'Oro.
In seguito, Preston assume Andy come talent scout e come amministratore dei talenti al campo estivo dopo che aveva rifiutato lo spettacolo di Las Vegas e di conseguenza era stato bandito. Offre anche a Darkwood l'occasione di venire ad insegnare al campo e lei accetta a condizione che si esibisca al suo spettacolo di Las Vegas in alcune occasioni. Vic si scusa con Theo per il suo comportamento e gli restituisce le sue carte intatte, mentre Judd confida finalmente a suo padre che non vuole essere un mago ma un costumista per "portare in vita la magia dei suoi amici" e questo lo rende orgoglioso. Ruth finalmente riesce a giocare con un coniglio e stringe amicizia con Vera, nel frattempo Janelle e Theo si salutano promettendosi di scriversi e Janelle per impedirgli di dimenticarlo lo bacia.
Il film si conclude con un nuovo video di accettazione dell'Istituto di Magia diretto da Andy.

## Personaggi
- Andy Tuckerman, interpretato da Adam DeVine, un consigliere del Magic Camp della sua giovinezza che spera di riaccendere la sua carriera.
- Roy Preston, interpretato da Jeffrey Tambor, il mentore e proprietario del Magic Camp.
- Kristina Darkwood, interpretata da Gillian Jacobs, ex partner di Andy.
- Theo Moses, interpretato da Nathaniel McIntyre, un ragazzo di 12 anni che frequenta il Magic Camp mentre affronta la morte delpadre.
- Nathan Jenkins, interpretato da Cole Sand, il migliore amico di Theo.
- Ruth Brusselbach, interpretata da Isabella Cramp, una ragazza ossessionata dai conigli che diventa poi un'esperta di uccelli.
- Judd Kessler, interpretata da JJ Totah, figlia di un famoso mago che preferisce l'abbigliamento ai trucchi.
- Vera Costa, interpretata da Izabella Alvarez, una ragazza lunatica e sarcastica.
- Vic d'Antonio, interpretato da Hayden Crawford, vincitore della bacchetta d'oro dell'anno precedente e bullo.
- Janelle Santos, interpretata da Bianca Grava, la cotta di Theo.
- Devin Moses, interpretato da Aldis Hodge, il padre di Theo.
- Zoe Moses, interpretata da Rochelle Aytes, la madre di Theo
- Lena, interpretata da Krystal Joy Brown.
- Xerxes, interpretato da Desmond Chiam.
- Cameron Moses, interpretato da Lonnie Chavis, il fratello minore di Theo.
- Korny Kessler, interpretato da Michael Hitchcock.
- Hamilton, interpretato da Michael Anastasia.

Il mago Justin Willman ha un cameo come uno dei taxisti di Andy. Willman, insieme ad altri veri maghi, ha aiutato il cast ad eseguire i vari trucchi visti nel film.

## Produzione
Il 2 novembre 2016 è stato annunciato che la Walt Disney Pictures aveva scelto Adam DeVine e Jeffrey Tambor come attori per la commedia per famiglie Magic Camp, che sarebbe stata diretta da Mark Waters da un'ultima sceneggiatura di Dan Gregor e Doug Mand, e da una precedente bozza di Steve Martin. DeVine avrebbe interpretato Andy Tuckerman, un consigliere del Magic Camp della sua giovinezza che spera di riaccendere la sua carriera, mentre Tambor avrebbe interpretato Roy Preston, il mentore e proprietario del Magic Camp. Suzanne Todd avrebbe prodotto il film, mentre Gabe Sachs e Jeff Judah sarebbero stati i produttori esecutivi. In precedenza era stato riferito che la bozza più recente della sceneggiatura era stata scritta da Micah Fitzerman-Blue e Noah Harpster, mentre il progetto era stato sviluppato da Matt Spicer e Max Winkler. Alla fine la storia sarebbe stata attribuita a Sachs, Judah, Spicer e Winkler. Il 9 novembre 2016, Gillian Jacobs è stata scelta per interpretare Kristina Darkwood, l'ex partner di Andy. Il 21 novembre 2016 Cole Sand è stato scelto per interpretare Nathan, il migliore amico di Theo (che sarebbe stato interpretato da Nathaniel McIntyre), un ragazzo di 12 anni che frequenta il Magic Camp mentre affronta la morte di suo padre. Il 4 gennaio 2017 Josie Totah (allora noto come JJ Totah) è stata scelta per interpretare Judd.

### Riprese
Le riprese del film sono iniziate il 10 gennaio 2017 a Los Angeles e dintorni.

## Distribuzione
Il film era originariamente previsto per l'uscita nelle sale cinematografiche il 6 aprile 2018 distribuito dalla Walt Disney Studios Motion Pictures, ma il 12 settembre 2017 il film è stato posticipato al 3 agosto 2018. L'uscita cinematografica è stata infine annullata con Ritorno al Bosco dei 100 Acri che ne ha preso il posto. A febbraio del 2018 venne rivelato che il film sarebbe invece uscito come esclusiva Disney+. Il 14 agosto 2020 il film è stato distribuito esclusivamente su Disney+.

## Accoglienza
Sul sito web aggregatore di recensioni Rotten Tomatoes, il film ha un indice di gradimento del 42%, basato su 12 recensioni e con una media di 5,10 su 10.
Common Sense Media ha dato al film 3 stelle su 5, affermando: "I genitori devono sapere che Magic Camp è una commedia per ragazzi con Adam Devine che combina due passioni dell'infanzia - magia e campeggio - in una storia sull'incoraggiamento dei bambini e adulti a lavorare come una squadra e scoprire e valorizzare i loro talenti unici. I personaggi dei bambini (e alcuni consiglieri) arrivano al campo con i bagagli - hanno dei genitori assenti o deceduti, un cattivo atteggiamento, centinaia di allergie, sogni frustrati, ecc. - che li fanno sentire come dei disadattati o dei perdenti. Ma trovano forza l'uno nell'altro, e quel rinforzo positivo promuove resilienza e coraggio. C'è qualche emozione più pesante, in particolare nel personaggio del campeggiatore Theo (Nathaniel Logan McIntyre), il cui amorevole padre è morto. Ma il tono generale del film è leggero. I contenuti violenti sono minimi: aspettatevi piccoli episodi di bullismo e comicità durante la pratica dei trucchi di magia, come ottenere una palla di schiuma bloccata in gola o cadere da una panchina mentre indossi una camicia di forza. Il contenuto sessuale è limitato al flirtare tra i due e ad un singolo bacio di addio alla fine del campo. Il linguaggio include bambini che cantano "K-I-S-S-I-N-G" e si prendono in giro a vicenda con insulti come "geek", "noob", "nerd", "sfigato", "idiota", "scemo" e "zoppo-o" ".